# Введенский монастырь (Богуши)
Введе́нский монасты́рь, или Монасты́рь Введения во храм Пресвятой Богородицы — ставропигиальный женский монастырь Белорусской православной церкви в деревне Богуши Сморгонского района Гродненской области.

## История
Основан настоятельницей монахиней Елисаветой (Сысун). Заложен 12 июля 2000 года в день Петра и Павла. В 2005 году храмы монастыря были освящены митрополитом Филаретом (Вахромеевым) в честь Введения во храм Пресвятой Богородицы и в честь святых Иоакима и Анны.
Монастырь располагается на месте, где в Первую мировую войну проходила линия фронта, в местах, где сражался женский батальон Марии Бочкарёвой. На территории монастыря, помимо храмов, располагается часовня-музей с экспозицией, посвящённой женскому батальону.
Святынями монастыря являются иконы с частицами мощей Георгия Победоносца, Александры Дивеевской, Кукши Одесского и Филарета Черниговского.
Один из четырёх ставропигиальных монастырей Белоруссии.

## Архитектура
Введенский монастырь в архитектуре следует традициям Новгородского зодчества XIV века.